# Артімет
Артімет (вірм. Արտիմետ) — село в марзі Армавір, на заході Вірменії. Село розташоване за 2 км на південний захід від міста Вагаршапата та за 2 км на північний схід від села Хоронк. Сільська церква Святого Григорія Просвітителя датується 1876 р.